# Třída Jason
Třída Jason  je třída tankových výsadkových lodí Řeckého námořnictva. Jejich hlavním úkolem je přeprava vojáků, tanků, vozidel a munice.

## Stavba
Stavba této třídy byla objednána roku 1986. Řecká loděnice Elefsis Shipyard postavila celkem pět jednotek této třídy, které byly do služby přijaty v letech 1994–2000. Přestože stavba celé třídy měla být dokoncena roku 1990, celý program se zejména kvůli krachujícím loděnicím o mnoho let protáhl. V roce 2000 objednaná šestá jednotka přitom nakonec nebyla vůbec postavena.
Jednotky třídy Jason:
| Jméno            | Založení kýlu | Spuštěna          | Vstup do služby | Status  |
| ---------------- | ------------- | ----------------- | --------------- | ------- |
| HS Chios (L173)  | duben 1987    | 16. prosince 1988 | 30. května 1996 | aktivní |
| HS Samos (L174)  | září 1987     | 6. dubna 1989     | 20. května 1994 | aktivní |
| HS Ikaria (L175) | květen 1988   | červenec 1990     | 6. října 1999   | aktivní |
| HS Lesbos (L176) | duben 1989    | říjen 1998        | říjen 1999      | aktivní |
| HS Rodos (L177)  | listopad 1989 | říjen 1999        | květen 2000     | aktivní |

## Konstrukce

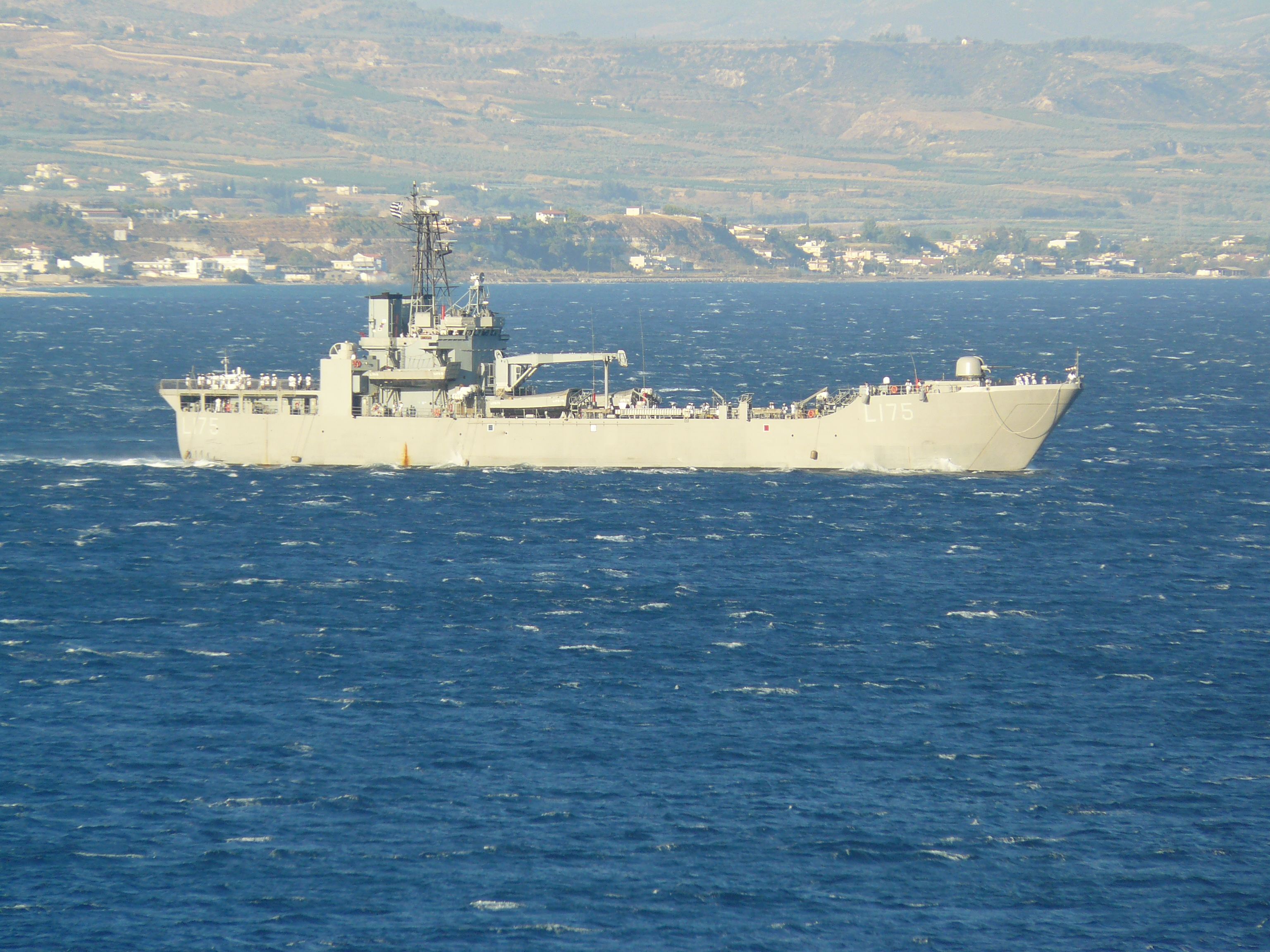
Ikaria (L175)

Elektroniku tvoří pátrací radar Thomson-CSF Triton V, střelecký radar Thomson Castor a navigační radar Kelvin-Hughes 1007. Plavidla mohou přepravit až 250 tun nákladu – například 300 vojáků, nebo 20 tanků, či 17 obrněných transportérů. Jsou vybavena příďovou a záďovou rampou. Nesou čtyři vyloďovací čluny LCVP. Na zádi se nachází přistávací plocha pro vrtulník. Výzbroj tvoří 76mm kanón OTO Melara Compact ve věži na přídi, dva 40mm kanóny Breda a čtyři 20mm kanóny Rheinmetall Rh 202. Pohonný systém je koncepce CODAD. Tvoří jej dva diesely o výkonu 10 600 bhp. Nejvyšší rychlost dosahuje 16 uzlů.